# Týnec (kraj południowomorawski)
Týnec – miejscowość i gmina (obec) w Czechach, w kraju południowomorawskim, w powiecie Brzecław. W 2022 roku liczyła 1086 mieszkańców.